# Shanghai World Financial Center
Shanghai World Financial Center (eller Shanghai WFC) er en skyskraber i Shanghai, Kina, der blev bygget færdig i august 2008. Den blev oprindeligt påbegyndt i 1997, men arbejdet blev stoppet pga. den finansielle krise i Asien i slutningen af 1990'erne og senere forsinket for at designe ændringer af bygningen. Den 101-etages bygning blev designet af firmaet Kohn Pedersen Fox. Arbejdet med bygningen blev genoptaget den 16. november 2005.
Højden på bygningen fra bunden til øverste loft er 492 meter, hvilket gør den til en af verdens højeste bygninger. Arkiteten William Pedersen og byggeherren Minoru Mori har afvist forslag om at tilføje et spir på toppen, således at den vil blive højere end Taipei 101 og måske endda højere end One World Trade Center, men de ønsker at Shanghai WFC skal være en "bred-skuldret bygning".
Et særligt kendetegn ved bygningen er, at der er et hul gennem bygningen i toppen, hvor turister vil kunne gå både indendørs og udendørs. Det var oprindeligt planen, at det skulle være en cirkel, men i 2005 blev designet ændret til en firkant. Udsigtsdækket på 100. etage er det højst placeret udsigtdæk i verdenen.
Bygningen er finansieret af flere multinationale firmaer blandt andet japanske, kinesiske og Hong Kong banker, samt den japanske byggeherre og nogle endnu ikke offentligtgjorte amerikanske og europæiske investorer. Den amerikanske investeringsbank Morgan Stanley står for koordinering af finansieringen.
I december 2006 var bygningen over 320 meter høj og blev øget med en etage hver 3. eller 4. dag. Bygningen nåede sin endelige højde på 492 meter den 14. september 2007. Bygningen åbnede for virksomheder den 28. august 2008, og observationsplatformen blev åbnet for offentligheden den 30. august 2008 med udsigt fra tre forskellige etager hvoraf den højeste er 474 meter over havet.
31°14′12″N 121°30′10″Ø / 31.236666666667°N 121.50277777778°Ø